# Mickey McFinnigan
Mickey McFinnigan es un personaje ficticio de la serie de dibujos animados Padre de familia (Family Guy en inglés), es el padre biológico de Peter Griffin. Prácticamente no existen datos de este personaje. 
Solo se sabe que es el borracho del pueblo (cargo muy respetado en Irlanda al parecer), que mantuvo relaciones con Thelma Griffin en un viaje que hizo ella allí y que tiene una oveja (de gran parecido con Brian) que se llama O'Brian. 
En el capítulo "Peter's Two Dads", Peter acude a Irlanda con Brian para conocer a su auténtico padre, Mickey le rechaza hasta que le gana al juego de beber, afirmando ser su auténtico padre.